# Cave Spring (Géorgie)
Pour les articles homonymes, voir Cave Spring.
Cave Spring est une ville américaine située dans le comté de Floyd, en Géorgie. Selon le recensement de 2020, sa population est de 1 174 habitants.